# Akritas Chlorakas
Akritas Chlorakas (Grieks: Ακριτας Χλωρακας) is een Cypriotische voetbalclub uit Chlorakas. De club werd opgericht in 1971 en pendelde nadien vooral tussen de 2de en 3de klasse. 
De club eindigde als derde in de Cypriotische Tweede divisie 2021/22 en promoveerde voor het eerst in de geschiedenis van de club naar het hoogste niveau.
AEK Larnaca · 
AEL Limasol ·  
Akritas Chlorakas ·
Anorthosis Famagusta · 
APOEL Nicosia · 
Apollon Limasol · 
Aris Limasol · 
Enosis Neon Paralimni · 
Ethnikos Achna ·  
Krasava ENY Ypsonas FC ·
Olympiakos Nicosia ·
Omonia Aradippou · 
Omonia Nicosia · 
Paphos FC